# Георги Марчин
Георги Николов Марчин е български офицер (генерал-майор), командир на 2-ра бригада на 8-а пехотна дивизия през Балканската война (1912 – 1913).

## Биография
Георги Марчин е роден на 20 февруари 1859 г. в Самоков. Участва в Руско-турската война (1877 – 1878). През 1879 г. завършва в първия випуск на Военното училище в София, като на 10 май е произведен в чин подпоручик, а на 20 август 1882 г. в чин поручик. Служи в 4-та пехотна самоковска дружина. През 1883 г. следва в Пехотна офицерска стрелкова школа в Ораниенбаум, Русия. На 30 август 1885 г. е произведен в чин капитан.

### Сръбско-българска война (1885)
През Сръбско-българската война (1885) е командир на 2-ра дружина от 2-ри пехотен Струмски полк от 13 до 21 септември, след което е командир на 2-ра дружина от 3-ти пехотен Бдински полк. От 5 ноември 1885 г. е командир на 3-ти пехотен Бдински полк.
През 1886 г. е командир на 2-ра дружина на 2-ри пехотен полк, до 22 септември, когато преминава в запаса. Отново е назначен на служба на 12 август 1887 г. На 2 август 1889 г. е произведен в чин майор, на 2 август 1893 е произведен в чин подполковник, а на 2 август 1903 в чин полковник

### Балканска война (1912 – 1913)
През Балканската война (1912 – 1913) e командир на 2-ра бригада на 8-а пехотна дивизия.
На 5 август 1913 г. е произведен в чин генерал-майор и преминава в запаса. На 5 август 1920 г. е зачислен в опълчението.
По време на военната си кариера служи и в 12-и пехотен балкански полк, командир е на 17-и пехотен доростолски полк, командир на 1-ва бригада от 2-ра пехотна тракийска дивизия.
Генерал-майор Георги Марчин умира на 25 март 1930 г. в София.

## Военни звания
- Прапоршчик (10 май 1879)
- Подпоручик (1 ноември 1879, преименуван)
- Поручик (30 август 1882)
- Капитан (30 август 1885)
- Майор (2 август 1889)
- Подполковник (2 август 1893)
- Полковник (2 август 1903)
- Генерал-майор (5 август 1913)

## Награди
- Орден „За храброст“ IV степен
- Орден „Св. Александър“ III степен с мечове